# Albatros D.IV
Albatros D.IV – niemiecki eksperymentalny dwupłatowy samolot myśliwski z okresu I wojny światowej, zaprojektowany i zbudowany w niemieckiej wytwórni Albatros-Werke GmbH w Berlinie. Z powodu problemów technicznych związanych z wibracjami silnika maszyna nie weszła do produkcji seryjnej.

## Historia
W marcu 1917 roku Inspektorat Wojsk Powietrznych Luftstreitkräfte zamówił w zakładach Albatros-Werke GmbH lżejszą odmianę myśliwca Albatros D.III. Konstruktorzy firmy powrócili do układu dwupłatu, wykorzystując skrzydła o jednakowej cięciwie połączone parą pojedynczych słupków z modelu Albatros D.II, budując nowy opływowy kadłub o przekroju eliptycznym z owiewką za kabiną pilota, zastosowany później w samolocie Albatros D.V. Zmianie uległy też obrys i powierzchnia usterzenia poziomego, powiększono też podkadłubową płetwę ustateczniającą i zamontowano bardziej zaokrąglony ster kierunku. Do napędu zastosowano eksperymentalny silnik rzędowy Mercedes D.III o mocy 118 kW (160 KM) z reduktorem, który zmniejszał obroty śmigła z 1400 (maksymalna prędkość obrotowa jednostki napędowej) do 900 obr./min. Silnik został całkowicie wkomponowany w kadłub, obudowany blaszanymi osłonami. Zamówiono trzy egzemplarze samolotu, jednak zbudowano tylko nieuzbrojony prototyp oznaczony Albatros D.IV.
We wrześniu 1917 roku samolot przeszedł próby, podczas których zanotowano silne wibracje silnika. Próbowano je wyeliminować, stosując trój- i czterołopatowe śmigła, jednak nie udało się ich zlikwidować całkowicie. W kwietniu 1918 roku wstrzymano próby, tym samym rezygnując z produkcji seryjnej.

## Opis konstrukcji i dane techniczne

Silnik Mercedes D.IIIa eksponowany w MLP w Krakowie

Albatros D.IV był jednosilnikowym, jednoosobowym dwupłatem myśliwskim z kadłubem o konstrukcji półskorupowej. Długość samolotu wynosiła 7,33 metra. Skrzydła prostokątne, dwudźwigarowe, konstrukcji drewnianej, kryte płótnem, o rozpiętości 9,05 metra. Powierzchnia nośna wynosiła 20,5 m². Podwozie stałe, amortyzowane sznurem gumowym, z płozą ogonową mocowaną do płetwy ustateczniającej. Napęd stanowił chłodzony cieczą 6-cylindrowy silnik rzędowy Mercedes D.III o mocy 118 kW (160 KM) z reduktorem. Śmigło drewniane, pierwotnie dwułopatowe, w trakcie prób także trój- i czterołopatowe. Prędkość maksymalna samolotu wynosiła 165 km/h. Zasięg wynosił 350 kilometrów, zaś długotrwałość lotu 2 godziny i 12 minut. Samolot osiągał pułap 5000 metrów w czasie 32 minut.
Prototyp nie miał uzbrojenia.